# Nova Itaberaba
Nova Itaberaba é um município brasileiro do estado de Santa Catarina.  Localiza-se a uma latitude 26º56'23" sul e a uma longitude 52º48'44" oeste, estando a uma altitude de 350 metros. Sua população estimada em 2004 era de 4 298 habitantes.
Possui uma área de 135,71 km².

## História
Nova Itaberaba recebeu status de município pela lei estadual nº 8354 de 26 de setembro de 1991, com território desmembrado de Chapecó.

## Economia
A economia local é baseada na agropecuária. A exemplo de outras cidades da região, onde a extração de madeira surgiu como principal filão econômico e depois decaiu, a maior fatia da arrecadação municipal vem da agricultura, com destaque para o cultivo de milho, feijão e fumo. A produção de laranja está em pleno desenvolvimento,de gado de corte. Nas festividades do Aniversário Político Administrativo, há festas, gincanas e competições esportivas como futebol-suíço e campeonatos de bocha.